# Enric Montells i Gatell
Enric Montells i Gatell   (Barcelona, 14 d'abril de 1883 - Barcelona, 30 de juliol de 1904) fou un futbolista català de la dècada de 1900.
Era un davanter de complexió forta. Exemple del típic sportman de l'època, a més del futbol va practicar el tir, el ciclisme i la nàutica. Jugà al RCD Espanyol entre 1900 i 1904. També fou membre de la junta directiva del club.
Va morir jove, essent jugador en actiu i directiu del club.

## Palmarès
- Campionat de Catalunya de futbol:
  - 1902-03, 1903-04